# スネアーズ諸島
スネアーズ諸島（スネアーズしょとう、英: Snares Islands）は、ニュージーランドの本島南西方にある無人の諸島である。
公式名称は「スネアーズ諸島/ティニ・ヘケ (Snares Islands/Tini Heke)」。
ニュージーランド南島の南方約200km、南緯48度01分30秒 東経166度36分10秒 / 南緯48.02500度 東経166.60278度の位置に主島ノースイースト島がある。
世界遺産「ニュージーランドの亜南極諸島」として、アンティポデス諸島・オークランド諸島・キャンベル島・バウンティ諸島と共に登録されている。
1791年にジョージ・バンクーバーが発見し、船の航行が危険な場所と見做されスネアーズ（snares = 罠）と名づけられた。 
この島々は以前からマオリによって知られており、彼らはTe Taniwha（=The sea-monster = 海の怪物）とよんでいた。

## 自然
捕鯨やアザラシ狩りの影響を受けた他の南極圏の島と異なり、スネアーズ諸島には手付かずの自然が残っており、無脊椎動物の他にハシブトペンギンやSnares Island snipe(Coenocorypha aucklandica heugli)といった鳥類の固有種・亜種もいる。
また、北西島は繁殖期には300万羽以上集まるハイイロミズナギドリの繁殖地でもある。島への立ち入りは基本的に禁止されている。

## 島

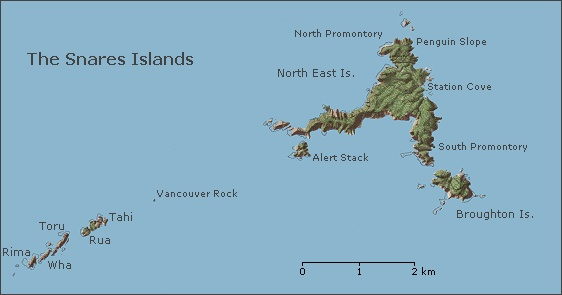
地図

- ノースイースト島 (North East Island) - 最大の島。
- ブロートン島 (Broughton Island) - ノースイースト島南東の、第2の島。
- アラート岩 (Alert Stack) - ノースイースト島南西の小島。
- ダプション岩 (Daption Rocks) - ノースイースト島北方の小島。
- ウェスタンチェイン (Western Chain) - ノースイースト島南西に離れた5つの小島。北西からタヒ (Tahi)・ルア (Rua)・トル (Toru)・ファー (Wha)・リマ (Rima) という名で、それぞれマオリ語で1～5という意味。